# Izu MTB Course
L'Izu MTB Course (伊豆MTBコース?, Izu MTB kōsu) è un percorso per mountain bike situato nel città di Izu, nella prefettura di Shizuoka. Il percorso è parte integrante del Japan Cycle Sports Center.

## Storia
Il percorso è stato aperto nel 2010. Nel 2013 e nel 2014 ha ospitato i campionati giapponesi di mountain bike. Il 4 marzo 2019 il percorso è stato chiuso per essere sottoposto a importanti lavori di rinnovo in vista dei Giochi della XXXII Olimpiade e il 6 ottobre ha ospitato un evento test pre-olimpico. Dopo uno slittamento di un anno a causa della pandemia di COVID-19, dal 26 al 27 luglio 2021 l'impianto ha ospitato le gare olimpiche di mountain bike.

## Caratteristiche
Prima dei lavori di rinnovo, il percorso si sviluppava per 2 500 metri e aveva un dislivello massimo di 85 metri. L'attuale percorso è lungo 4 100 metri e ha un dislivello di 150 metri; ci sono otto ostacoli artificiali nel tracciato con nomi legati ad attrazioni turistiche: Amagi Pass, Joren, Odoriko Trail, Wasabi, Izu Peninsula, Chopsticks, Sakura Drop, Karesansui.